# مائیس تونیان
مائیس یغیشی تونیان (ارمنی: Մայիս Եղիշի Թունյան؛ زادهٔ ۱۵ مهٔ ۱۹۴۹) یک  سیاستمدار اهل ارمنستان است که از تاریخ ۱۹۹۰ تا تاریخ ۱۹۹۵ سمت نمایندگی دوره اول شورای عالی جمهوری ارمنستان را برعهده داشت.

## زندگی‌نامه
در 	۱۵ مهٔ ۱۹۴۹ در ارمنستان به دنیا آمد . 